# Billy Marriner
Pour les articles homonymes, voir Marriner.
William F. Marriner, dit Billy Marriner (1873-1914) est un dessinateur humoristique et auteur de comic strip américain.

## Biographie
Présent dans le magazine satirique Puck à partir de la fin des années 1890 où il se distingue immédiatement par son style relâché et ses mises en page chaotiques. Il est alors particulièrement reconnu pour ses dessins humoristiques mettant en scène des enfants.

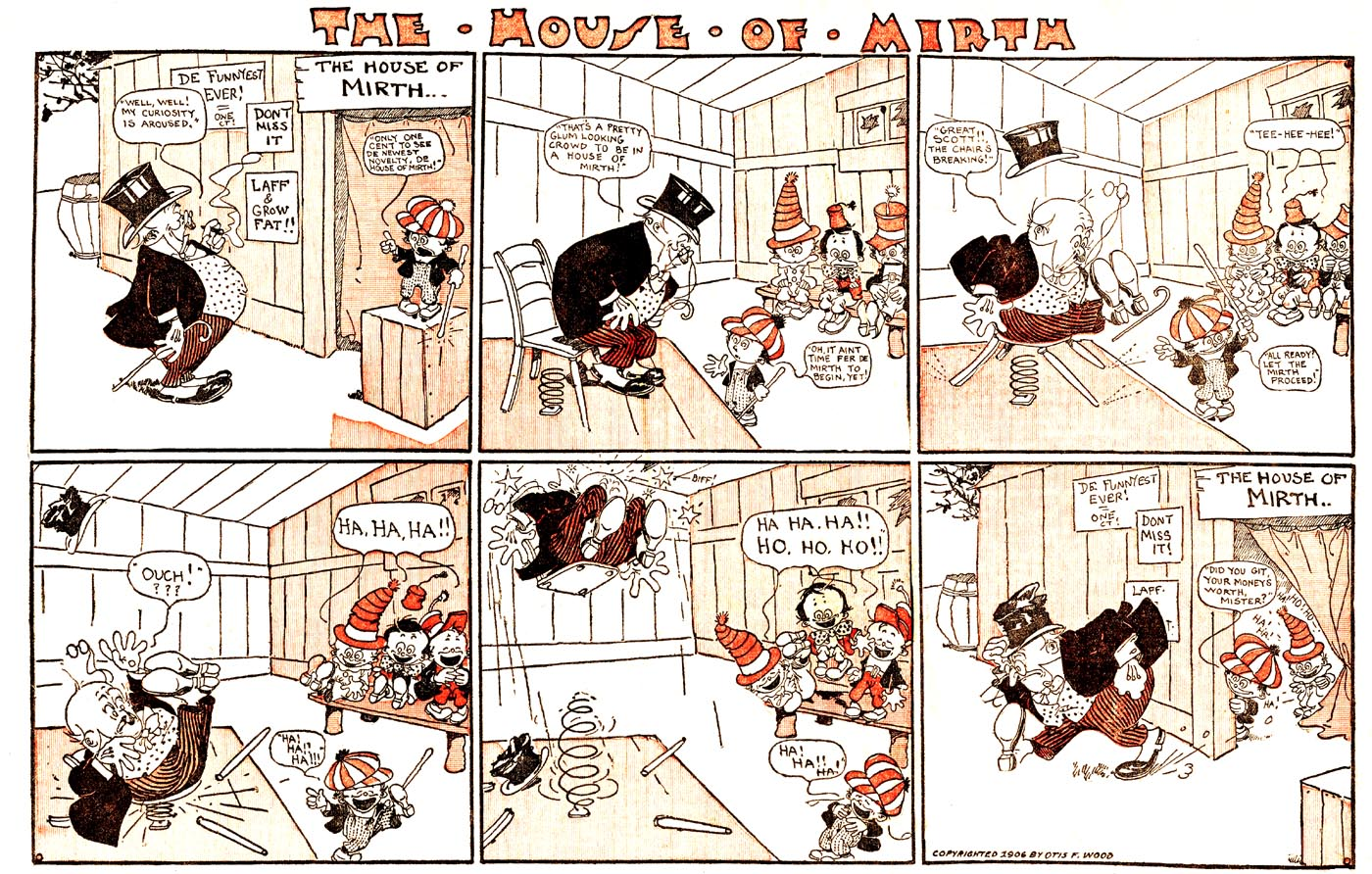
Un strip de House of Mirth publié en 1906.

Après quelques années, comme d'autres collègues dessinateurs avant lui, il se met à proposer des bandes dessinées à différents journaux, créant notamment pour T. C. McClure Syndicate (en) les comic strips humoristiques Foolish Ferdinand (1901-1904), Mary and her Little Lamb (1906-1909), Wags, the Dog That Adopted a Man (19065-1908) et Sambo and His Funny Noises (1905-1913).
Si ses bandes dessinées humoristiques sont plutôt joyeuses, sa vie est plus compliquée : alcoolique, il décède à 41 ans dans l'incendie de sa maison dans des circonstances troubles ; la police spécule qu'il s'est suicidé.